# Clare Sewell Read
Clare Sewell Read (6 novembre 1826 - 21 août 1905) est un agriculteur britannique et un homme politique conservateur,.

## Jeunesse et famille
Il est né en 1826 à Ketteringham, Norfolk, et est le fils aîné de George Read de Barton Bendish Hall, et de son épouse Sarah Anne, fille de Clare Sewell. La famille cultivait des terres dans le Norfolk depuis trois siècles et, après avoir suivi un enseignement privé à King's Lynn Read, il passe cinq ans à apprendre l'agriculture pratique dans la ferme de son père à Plumstead. Il gère ensuite de grandes fermes dans le Pembrokeshire et l'Oxfordshire, avant de retourner à Plumstead en 1854. En 1865, il hérite d'une ferme importante à Honingham Thorpe, qu'il cultive pendant les trois décennies suivantes. Il a été décrit en 1870 comme "un fermier de grande envergure".
En 1859, il épouse Sarah Maria Watson, fille d'un ancien shérif de Norwich, et ils ont quatre filles,.

## Chambre des communes
En 1865, il est élu député conservateur d'East Norfolk. Lors de la redistribution des sièges en 1868, il devient l'un des deux députés de South Norfolk. Politiquement, il se décrit comme un "libéral conservateur", soutenant le règlement équitable de la question foncière irlandaise. Il est également un défenseur des intérêts agricoles, et demande l'abolition de la taxe sur le malt.
En 1874, il est nommé à un poste ministériel subalterne au sein du deuxième ministère Disraeli en tant que secrétaire parlementaire du conseil d'administration local. Il démissionne en janvier 1876 pour protester contre la politique gouvernementale de contrôle de la propagation de la Fièvre aphteuse, lorsque le gouvernement n'a pas étendu la loi sur les maladies des bovins à l'Irlande. Des organisations agricoles anglaises lui ont remis un chèque de 5 500 livres en reconnaissance de sa position sur la question. Il perd son siège au Parlement lors des élections générales de 1880, d'une voix.
À la suite de la perte de son siège, il refuse des candidatures dans le North Lincolnshire et le Cambridgeshire. En 1884, le député de West Norfolk démissionne et Read est élu sans opposition pour pourvoir le siège vacant lors de l' élection partielle qui s'ensuit. Son retour aux Communes est bref, car il choisit de ne pas se présenter aux élections générales de 1885. On lui propose de se présenter à Norwich lorsqu'une nouvelle élection fut déclenchée en 1886 mais refuse et ne présente plus.

## Agriculteur
Read est une autorité reconnue en matière agricole. En 1848, 1854 et 1856, il reçoit des prix de la Royal Agricultural Society pour ses rapports sur l'agriculture dans le sud du Pays de Galles, l'Oxfordshire et le Buckinghamshire. En 1866, il rejoint le Farmers Club et en est deux fois président . Il est à plusieurs reprises membre du Smithfield Club, vice-président de la Central Chamber of Agriculture et président de la Norfolk Chamber of Agriculture. Il est souvent juge lors de grandes foires agricoles, dont le Royal Show, le Smithfield Show et le Royal Bath and West Show.
En 1879, une commission royale sur la dépression agricole sous la présidence du duc de Richmond est nommée. Avec Albert Pell, Read est nommé commissaire adjoint et les deux hommes se sont rendus aux États-Unis et au Canada pour enquêter sur la production et l'exportation de blé .

## Fin de carrière
Bien qu'il ne soit plus au Parlement, Read continue à représenter les intérêts des agriculteurs à travers les sociétés dont il est un membre éminent. En 1892, il est appelé comme témoin expert devant une enquête de la Chambre de commerce sur les ventes de maïs, et en 1894 a comparu devant la Commission royale d'agriculture,. En 1896, Read se retire de l'agriculture, et l'année suivante, les propriétaires et les fermiers de Norfolk présentèrent officiellement à Read son portrait lors d'une cérémonie au Norwich Shire Hall pour marquer leur "profond sentiment ... de la valeur des services qu'il rendu à l'agriculture ",.
À la retraite, Read déménage à Londres et s'installe au 91 Kensington Gardens Square. Dans ses dernières années, il est un partisan de la Société royale pour la prévention de la cruauté envers les animaux, cherchant à promouvoir des méthodes humaines d'abattage des animaux domestiques.
Clare Sewell Read est décédé à son domicile de Londres en août 1905. Il est enterré à Barton Bendish, Norfolk .